# Wellington
Wellington [ˈwɛlɪŋtən]IPA (maorsky: Te Whanganui-á-Tara) je hlavní město a významný přístav Nového Zélandu. Nachází se na jihozápadním cípu Severního ostrova na pobřeží Cookova průlivu. Jde o nejjižněji položené hlavní město světa. Žije v něm okolo 216 tisíc obyvatel, společně s okolními městy Lower Hutt, Upper Hutt a Porirua tvoří třetí největší aglomeraci Nového Zélandu s celkovým počtem zhruba 400 tisíc obyvatel. Město bylo založeno anglickými osadníky v roce 1840, status hlavního města převzalo po Waitangi a Aucklandu o 25 let později. Ve Wellingtonu sídlí nejvyšší státní instituce Nového Zélandu jako parlament, vláda a nejvyšší soud.
Město je ze tří stran obklopeno mořem, takže jeho přístav hraje důležitou ekonomickou roli. Vzhledem k vysoké tektonické aktivitě v oblasti Nového Zélandu byl Wellington ve své historii několikrát zasažen silnými zemětřeseními. V roce 1855 vyvolalo zemětřesení desetimetrovou tsunami, která srovnala wellingtonský přístav se zemí. Podnebí v oblasti je poměrně vyrovnané se značným úhrnem srážek, který je nejvyšší v zimních měsících. V horách západně od města se budují větrné elektrárny.
Obyvatelstvo Wellingtonu tvoří z největší části Evropané, vysoce jsou zastoupeni Asiaté. Počet původních novozélandských obyvatel, Maorů, je oproti jejich průměrnému zastoupení na Novém Zélandu výrazně menší. Populace Wellingtonu je v porovnání s obyvatelstvem celého Nového Zélandu poměrně mladá, ekonomicky aktivní obyvatelstvo tvoří téměř tři čtvrtiny populace města. Vysoká je i úroveň vzdělanosti a roční příjmy wellingtonských domácností.
Dopravní obslužnost Wellingtonu zajišťují dvě státní dálnice, přístav a mezinárodní letiště, které ročně přepraví více než 5 milionů cestujících. Celý region má velmi bohatou síť veřejné hromadné dopravy. Tu zajišťují zejména autobusové spoje, dále vlaky, trajekty, několik trolejbusových linek a turisticky atraktivní lanová dráha s více než stoletou historií. Služeb hromadné dopravy využívá každoročně přes 35 milionů pasažérů.

## Osídlení a název města
Evropští kolonizátoři poprvé do oblasti Wellingtonu připluli 20. září 1839 na lodi jménem Tory patřící Novozélandské společnosti, anglické organizaci věnující se systematické kolonizaci Nového Zélandu. V lednu následujícího roku dorazilo na lodi Aurora dalších 150 osadníků. První domy byly stavěny v rovinaté oblasti kolem ústí řeky Hutt, kde se v současnosti nachází Petone, šestitisícové předměstí Lower Hutt. K přesunutí nově budované osady více do hor přiměl osadníky bažinatý terén a skutečnost, že svá první obydlí vybudovali v záplavové oblasti.
Město bylo osadníky pojmenováno podle Arthura Wellesleyho, 1. vévody z Wellingtonu a vítěze bitvy u Waterloo, jehož titul pochází z městečka v anglickém Somersetu. Maorský název pro město Wellington zní Te Whanga-nui-a-Tara, což v překladu znamená „velký přístav Tary“ podle jednoho z prvních domorodých obyvatel tohoto území. Lze se také setkat s názvem Pōneke nebo Te Upoko-o-te-Ika-a-Māui, „Hlava Máuiho ryby“, tradičním označením nejjižnější části Severního ostrova. To se váže k legendě, podle které byl celý Severní ostrov vyloven z vody polobohem Máuim.

## Geografie

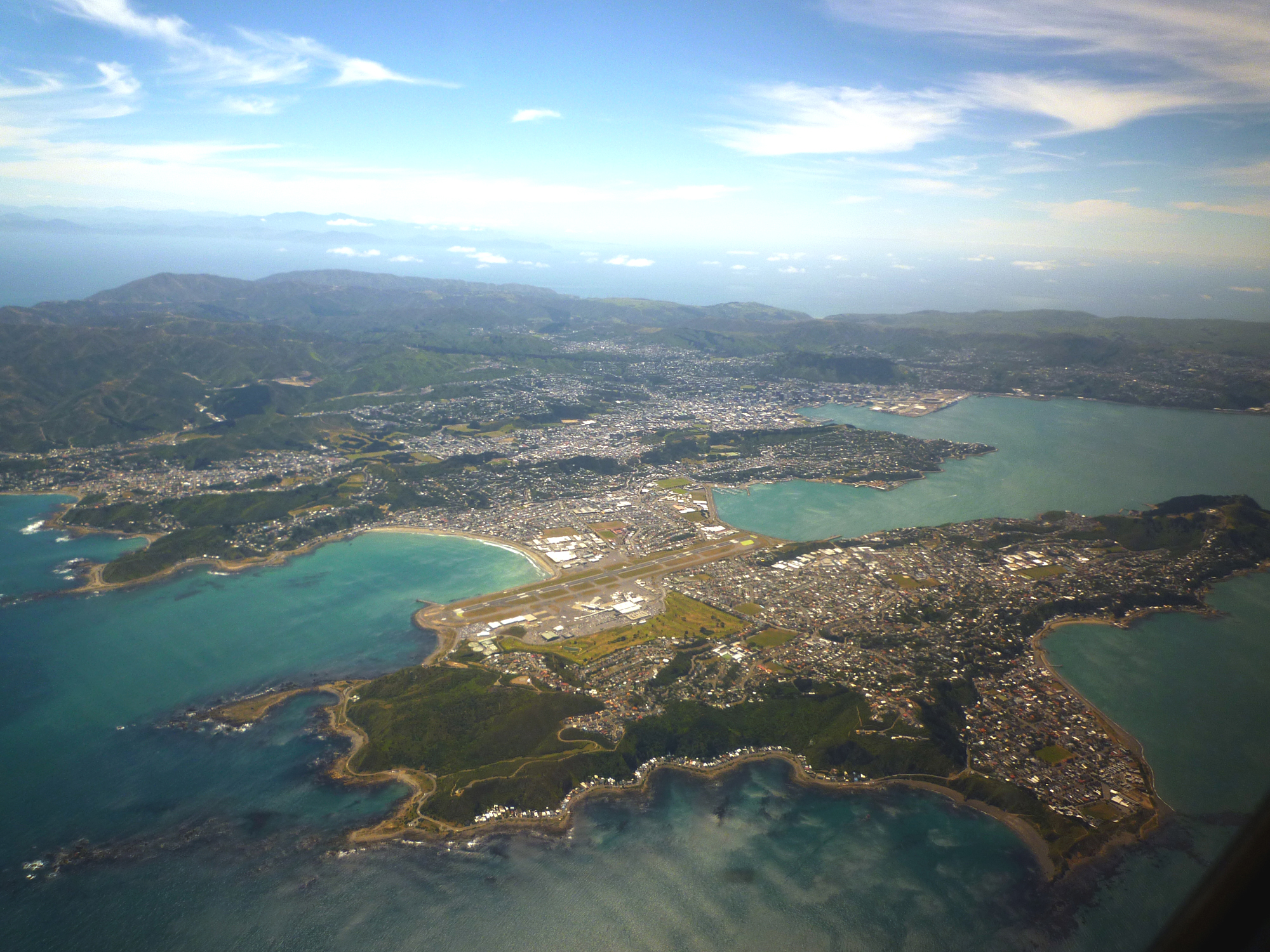
Wellington z ptačí perspektivy z východní strany (2009)

Wellington se rozkládá ve střední části Nového Zélandu, na jihozápadním cípu Severního ostrova na pobřeží Cookova průlivu. Voda obklopuje město ze tří stran, což mu poskytuje ideální polohu pro stavbu a provoz přístavu. Směrem na západ se zvedají kopce, na které se již také rozšiřuje městská zástavba a konstruují se zde větrné elektrárny. Se svou jižní zeměpisnou šířkou 41°17' je podle Guinnessovy knihy rekordů nejjižněji položeným hlavním městem světa. Vzhledem k malému prostoru pro rozvoj města mezi mořem a okolními kopci má v porovnání s ostatními městy Nového Zélandu velmi vysokou hustotu zalidnění. Společně s městy Lower Hutt, Upper Hutt a Porirua tvoří Wellington rozsáhlou aglomeraci s celkovým počtem kolem 400 tisíc obyvatel.
V zátoce wellingtonského přístavu se nacházejí tři ostrovy. Největší z nich, Someský ostrov (domorodci nazývaný Matiu), byl v minulosti využíván jako karanténní oblast, za první a druhé světové války jako internační tábor pro německé, později i japonské a italské obyvatelstvo Nového Zélandu. V současné době funguje jako přírodní rezervace pro ohrožené živočišné druhy. Ostatní ostrovy, Makaro a Mokopuna, jsou neobydlené.

### Klima
Společně s celým Novým Zélandem má Wellington typické oceánické podnebí, díky čemuž jsou průměrné roční teploty poměrně vyrovnané. Průměrná teplota v letních měsících (prosinec až únor) se pohybuje okolo dvaceti stupňů Celsia a zřídkakdy překročí hranici 25 °C. V zimě obvykle teploty stoupají maximálně ke 14 stupňům Celsia a nepropadají se hlouběji než na čtyři stupně. Maximální naměřená teplota ve Wellingtonu byla 31,1 °C, nejnižší 1,9 stupně pod nulou.
Úhrn ročních srážek je rovněž poměrně vyrovnaný a vcelku vysoký. Ve městě nejvíce prší v zimních měsících, v červnu průměrný úhrn srážek dosahuje ke 147 milimetrům. Červen společně s červencem patří k nejvlhčím měsícům v roce. Za celý rok naprší ve Wellingtonu v průměru 1249 milimetrů. V období od května do září se v kopcích kolem města objevuje jinovatka. Sníh se ve městě a jeho okolí vyskytuje jen zřídka.
Podnebí ve městě je velmi větrné, a to zejména z důvodu celoroční tlakové níže v celé oblasti kolem čtyřicátého stupně jižní šířky. Wellington je tak vystaven západnímu proudění přicházejícímu k městu z Tasmanova moře. Větrné podnebí Wellingtonu je využíváno pro výstavbu větrných elektráren. Na konci roku 2009 byl dokončen projekt West Wind, jehož cílem byla výstavba 62 větrných turbín s celkovou kapacitou 143 MW. Dalším podobným projektem je Mill Creek, jehož cílem je vybudovat dalších 31 větrných elektráren.

### Zemětřesení
Nový Zéland leží v tektonicky aktivní oblasti na rozhraní Pacifické a Australské litosférické desky. Je součástí pacifické oblasti Ohnivého kruhu, který se vyznačuje hojným výskytem sopek a zemětřesení. Nejinak je tomu i v oblasti města Wellington, jehož obchodním centrem prochází velký tektonický zlom. V jeho blízkosti se nachází několik dalších výraznějších zlomů, v celé oblasti Wellingtonu je pak několik stovek menších tektonických poruch. Z toho důvodu zaznamenávají obyvatelé Wellingtonu každoročně několik otřesů, které jsou nejpatrnější ve výškových budovách.

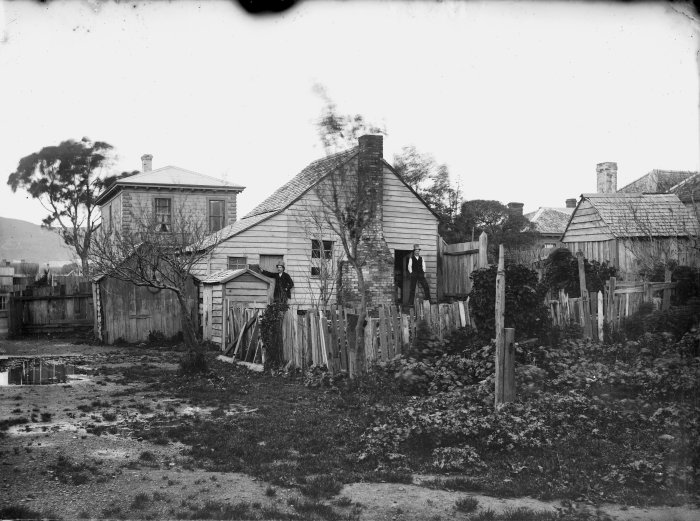
Stará chatrč, Cuba Street (1883)

Největší škody způsobila Wellingtonu série otřesů v roce 1848 a další velké zemětřesení v lednu 1855, kdy ve městě zrovna probíhaly oslavy 15. výročí jeho založení. Zemětřesení dosahovalo síly 8,2 stupně Richterovy stupnice a způsobilo vertikální pohyb zeminy až o 3 metry. Wellingtonský přístav zasáhla desetimetrová vlna tsunami přicházející z Cookova průlivu a proměnila ho v bahnitý močál. Byly zničeny kamenné budovy věznice a banky, otřesy neustála ani dvoupatrová budova vlády a vedlejší kanceláře městské rady. Většina domů však zemětřesení s větším či menším poškozením ustála, jelikož po zkušenostech z roku 1848 se ve městě stavěly zejména jednopatrové stavby ze dřeva.
Během zemětřesení se o několik metrů zvedl terén v místech, která byla původně zatopena vodou a sloužila wellingtonskému přístavu. To významně přispělo k rozšíření obchodního centra města (CBD – Central Business District). Následkem toho se například ulice Lambton Quay, dříve vedoucí podél pobřeží a často zaplavovaná přílivem, stala srdcem obchodního centra Wellingtonu a v současnosti je od pobřeží vzdálená asi 250 metrů.

## Politika

### Politický význam
Novozélandský parlament ve Wellingtonu poprvé zasedal 7. července 1862, avšak tou dobou ještě nebyl Wellington oficiálně hlavním městem země. V listopadu 1863 navrhl při zasedání parlamentu v Aucklandu tehdejší premiér Alfred Domett usnesení, podle kterého „se stalo nevyhnutelným, že sídlo vlády by mělo být přeneseno do vhodnější lokality u Cookova průlivu“. Panovaly totiž obavy, že jižní oblasti Nového Zélandu, kde se vyskytovala naleziště zlata, by se mohly odtrhnout a vytvořit samostatnou kolonii. Pro výběr nejvhodnější oblasti byli kvůli své nezávislosti zvoleni komisaři z Austrálie. Ti za vhodnou lokalitu zvolili Wellington zejména díky jeho poloze a strategickému přístavu. Wellington se tak v roce 1865 stal hlavním městem Nového Zélandu, když převzal tento status od Aucklandu, který jako hlavní město fungoval od roku 1841 (krátce po založení v září 1840). První oficiální zasedání parlamentu v novém hlavním městě se konalo 26. července 1865. Ve městě tehdy žilo okolo 4900 obyvatel.
Kromě parlamentu a vlády sídlí ve Wellingtonu i Nejvyšší soud Nového Zélandu.

### Administrativa města
Oblast spravovaná wellingtonskou městskou radou (Wellington City Council) je rozdělena na pět hlavních městských čtvrtí. Každá z nich zahrnuje několik oficiálních oblastí, které fungují například jako volební okrsky při volbách do městské rady. V rámci čtvrtí však existují i neoficiální oblasti, které obývají uzavřené komunity lidí. Městská rada má čtrnáct členů, kteří v ní zastupují jednotlivé čtvrti.

#### Městské čtvrti

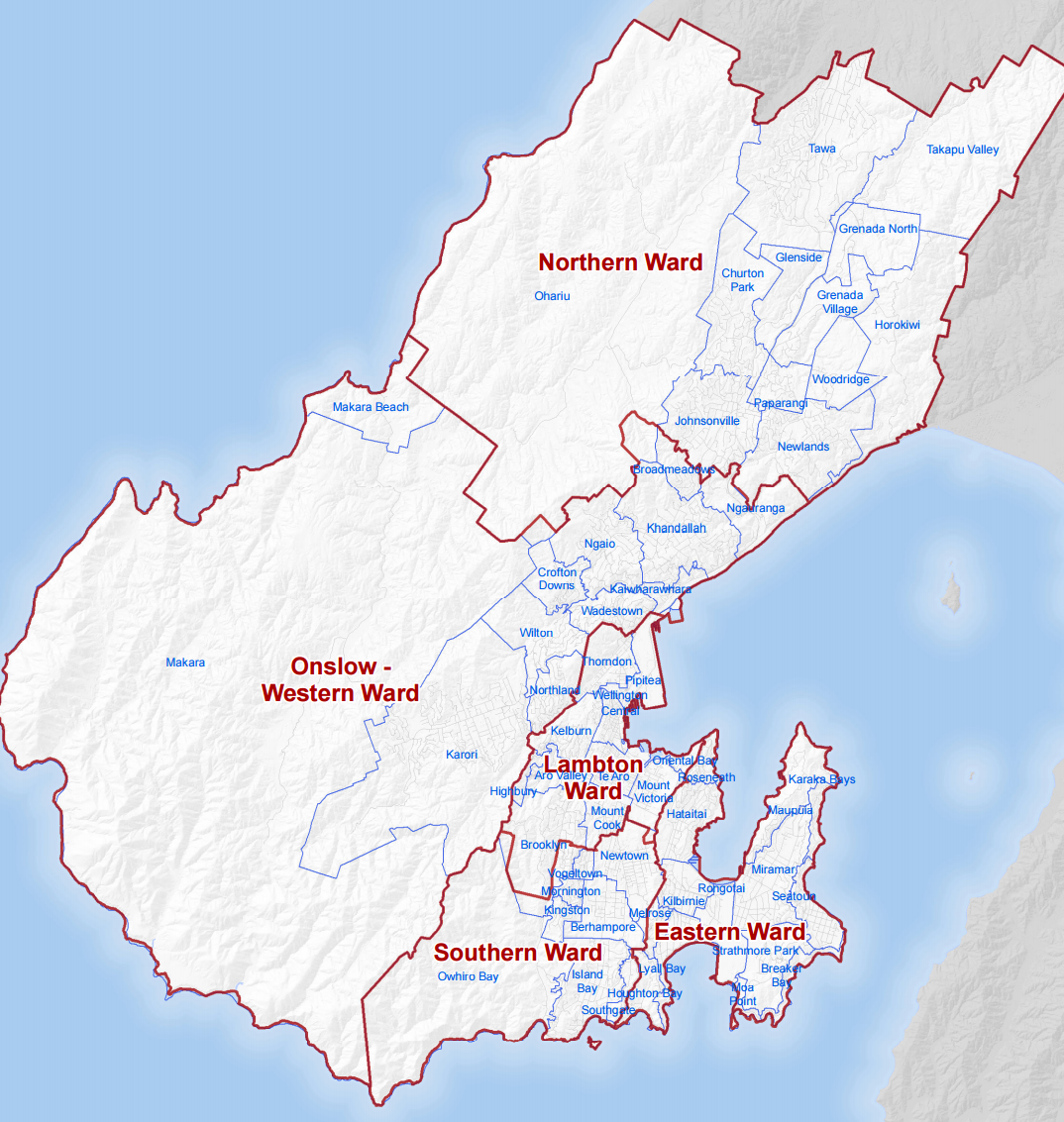
Mapa jednotlivých oblastí Wellingtonu

Následuje seznam městských čtvrtí a jejich rozdělení:
- Northern Ward
  - Okrsky: Broadmeadows, Churton Park, Glenside, Grenada, Grenada North, Horokiwi, Johnsonville, Khandallah, Newlands, Ohariu, Paparangi, Tawa, Takapu Valley, Woodridge
  - Neoficiální oblasti: Greenacres, Redwood, Linden

- Onslow-Western Ward
  - Okrsky: Karori, Northland, Crofton Downs, Kaiwharawhara, Ngaio, Ngauranga, Makara, Makara Beach, Wilton.
  - Neoficiální oblasti: Cashmere, Chartwell, Rangoon Heights, Te Kainga

- Lambton Ward
  - Okrsky: Brooklyn, Aro Valley, Kelburn, Mount Victoria, Oriental Bay, Te Aro, Thorndon, Wadestown, Highbury, Pipitea, Roseneath

- Southern Ward
  - Okrsky: Berhampore, Island Bay, Newtown, Vogeltown, Houghton Bay, Kingston, Mornington, Mount Cook, Owhiro Bay, Southgate
  - Neoficiální oblasti: Kowhai Park

- Eastern Ward
  - Okrsky: Hataitai, Lyall Bay, Kilbirnie, Miramar, Seatoun, Breaker Bay, Karaka Bays, Maupuia, Melrose, Moa Point, Rongotai, Strathmore
  - Neoficiální oblasti: Crawford, Seatoun Bays, Seatoun Heights, Miramar Heights, Strathmore Heights

## Turistické zajímavosti
Ve Welingtonu mimo jiné sídlí novozélandské národní muzeum Te Papa s historickou, přírodovědnou a uměleckou sbírkou.

### Parlamentní budovy
Ve městě stojí novogotická budova parlamentní knihovny, jež jako jediná z komplexu parlamentních budov nebyla zničena požárem v roce 1907. Postavena byla architektem Thomasem Turnbullem ve dvou etapách v letech 1883 a 1899, knihovna zde sídlí od roku 1901. Ačkoli velký požár přežila, neobešla se bez poškození a po dalším požáru v roce 1992 prošla nákladnou tříletou restaurací. Mezi zajímavosti knihovny patří mimo jiné původní železné dveře, které úspěšně chránily uložené svazky před požárem. V budově se nachází originální rozetová okna, jež jsou v současnosti v nočních hodinách prosvětlována.

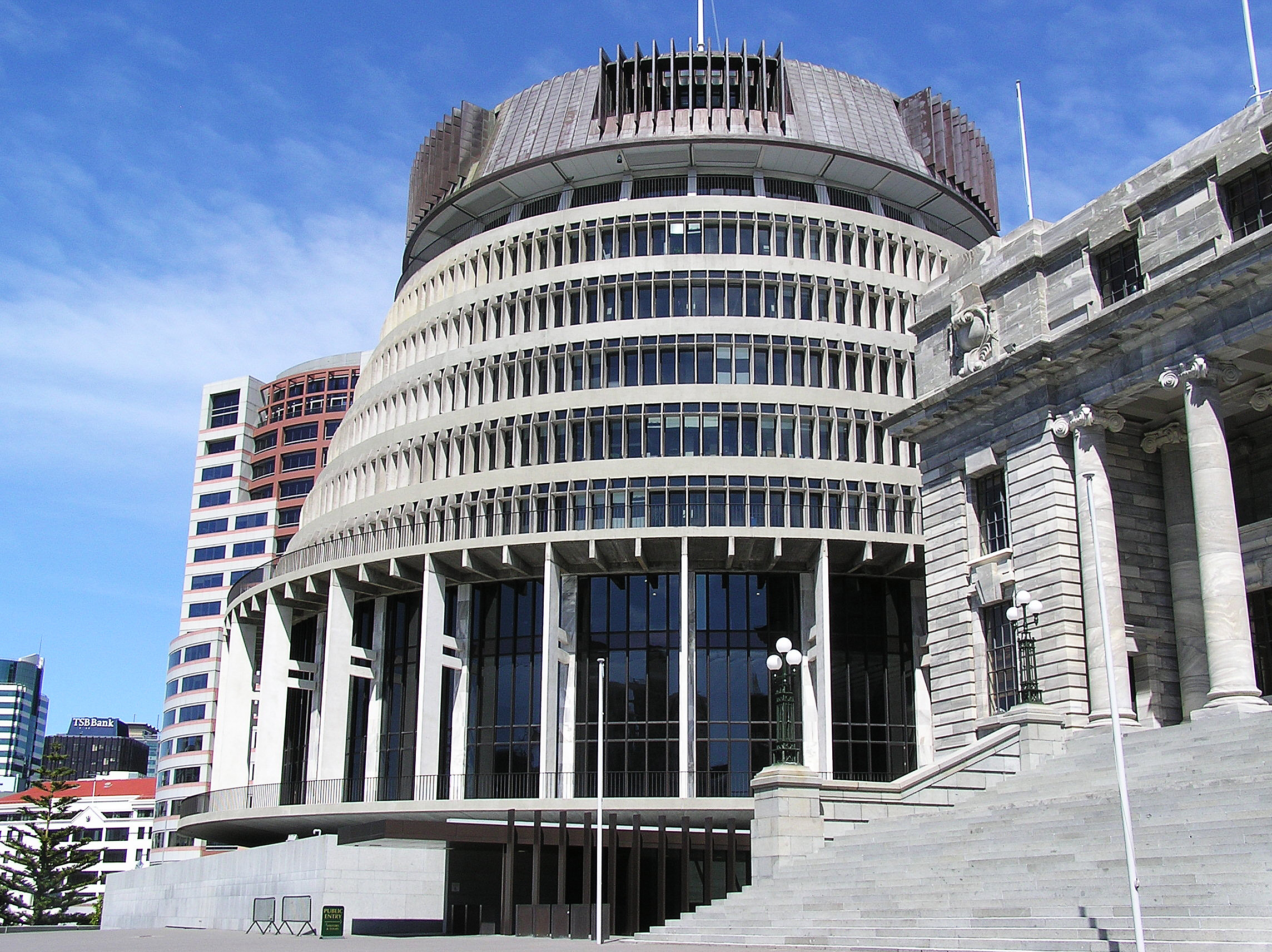
Budova parlamentu a „Včelí úl“

Požáru parlamentního komplexu v roce 1907 podlehla i původní dřevěná budova, ve které zasedal vlastní parlament. V únoru 1911 vyhlásil tehdejší novozélandský premiér Joseph Ward soutěž na podobu nové budovy, které se zúčastnilo 33 návrhů. Vítězem se stal architekt John Campbell, jenž přišel s návrhem neoklasicistní parlamentní budovy a nové knihovny, která měla nahradit onu původní novogotickou. Výstavba začala v roce 1914 a dokončena byla v roce 1922. Parlament se však do nové budovy přemístil již o čtyři roky dříve, aby mohl ukončit své působení ve staré budově novozélandské vlády, která pro obě instituce kapacitně nevyhovovala.
Nejnovější budovou tohoto komplexu je moderní stavba přezdívaná Beehive Building, v překladu „včelí úl“. Tu navrhl v roce 1964 britský architekt Sir Basil Spence. Výstavba začala v roce 1969 a dokončena byla o deset let později. Čtrnáctipodlažní budova, jejíž čtyři spodní patra leží pod zemí, je 72 metrů vysoká a slouží jako sídlo novozélandské vlády. Podzemním tunelem je spojena s objektem Bowen House, ve kterém se nacházejí kanceláře řady ministrů i poslanců.
V přízemí „Včelího úlu“ funguje návštěvnické centrum parlamentu. Hlavní parlamentní budova společně s knihovnou jsou ve dnech, kdy se nekoná zasedání parlamentu, volně přístupné veřejnosti.

### Lanová dráha a muzeum

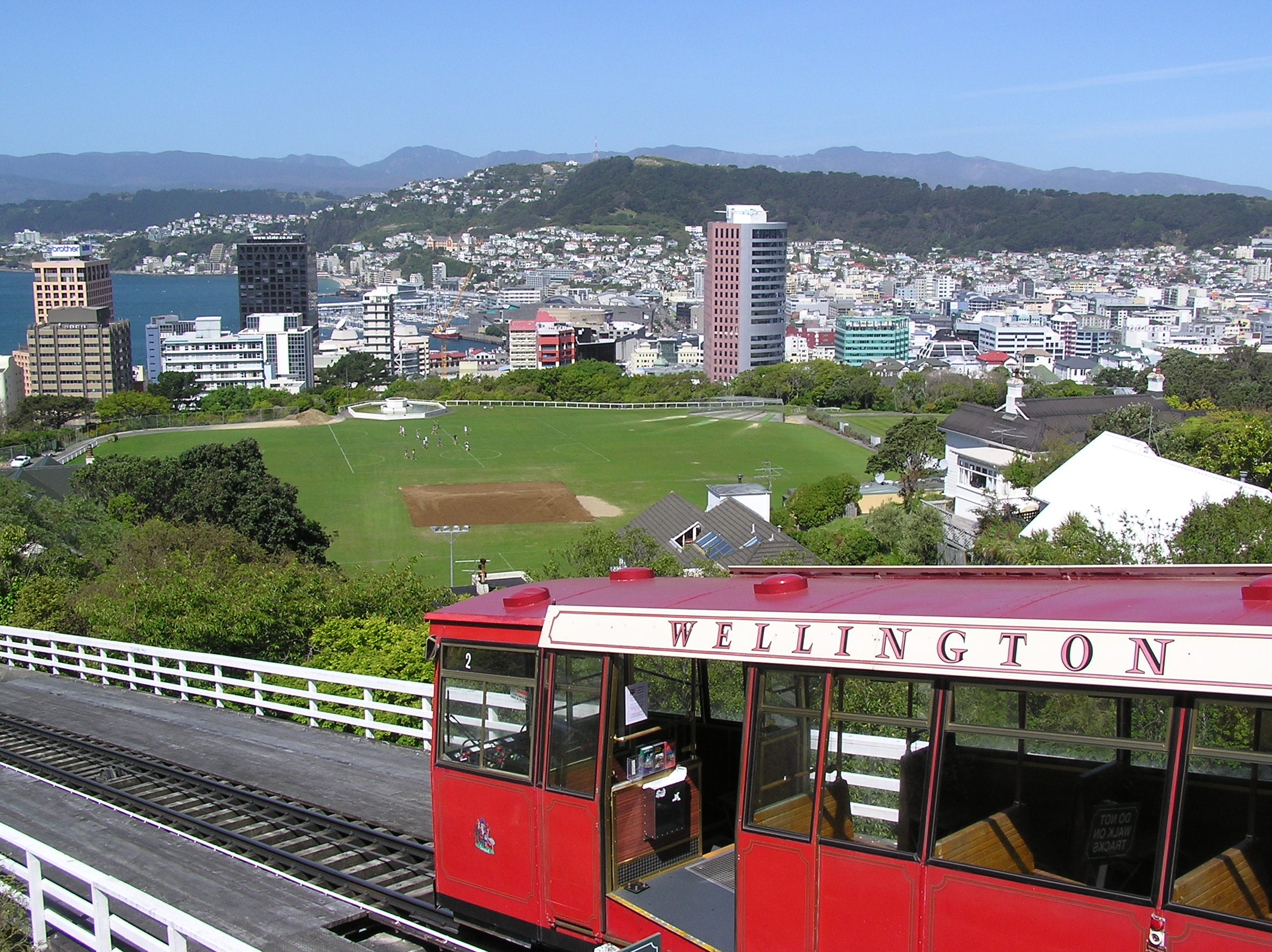
Lanová dráha ve Wellingtonu

Jedním z hlavních turistických symbolů Wellingtonu je pozemní lanová dráha spojující centrum města s příměstskou částí Kelburn, kde sídlí městská botanická zahrada. Lanovka je 612 metrů dlouhá a stoupá do výšky 120 metrů. Mezi konečnými stanicemi leží ještě tři další. Celá dráha je přímá, pouze s jedním místem pro míjení protijedoucích vozů. Vozový park lanovky tvoří dva vozy, které jsou navzájem propojeny lanem. Kapacita lanovky je zhruba 100 cestujících, z toho 30 sedících a 70 stojících pasažérů. Po dráze se pohybuje průměrnou rychlostí 18 kilometrů za hodinu.
O výstavbě původní lanové dráhy bylo rozhodnuto na sklonku 19. století, kdy bylo v souvislosti s výstavbou domů v kopcích oblasti Kelburnu třeba zajistit spolehlivé a rychlé spojení mezi nově vznikající čtvrtí a centrem města. V roce 1898 vypracoval James Fulton projekt budoucí lanovky, na jejíž výstavbě mimo jiné pracovaly i skupiny odsouzených z věznice Terrace Gaol. 22. února 1902 vyjel na dráhu první vůz. Nová lanovka vzbudila vlnu nadšení a byl o ní obrovský zájem. Během prvního víkendu provozu přepravily její vozy čtyři tisíce pasažérů, za první rok více než 425 tisíc lidí. Tehdejší dráha byla dlouhá 785 metrů, její součástí byly tři tunely a viadukty.
V roce 1933 byla provedena elektrifikace dráhy, kdy elektřina nahradila dosavadní větrný pohon lanovky. To přineslo řidičům lepší kontrolu nad jízdou, jelikož mohli nyní stroj řídit přímo z kabiny. Doposud měli ve voze k dispozici jen signalizační zvon. Staré dřevěné vozy se však postupně stávaly nevyhovujícími a nesplňovaly moderní bezpečnostní normy. V roce 1973 se jeden z dělníků při stavbě silnice postavil do cesty klesajícímu vozu lanovky a přivodil si vážná zranění. Při následné kontrole vyšly najevo technické i bezpečnostní nedostatky historické lanové dráhy a 22. září 1978 staré vozy za velkého zájmu veřejnosti vyjely naposledy. Původní trasa lanovky se však stále jevila jako nejpraktičtější, proto byla nová modernější trať následně vystavěna v místech dráhy původní. Otevřena byla 22. října 1979 a stará dřevěná vozidla nahradily modernější vozy švýcarské výroby, která jsou na dráze dosud v provozu. Původní budova, ve které se vozidla lanovky dříve otáčela, měla být v minulosti již dvakrát stržena, avšak oba dva pokusy o demolici ustála a 5. prosince 2000 zde bylo otevřeno museum lanové dráhy.

### Botanická a zoologická zahrada

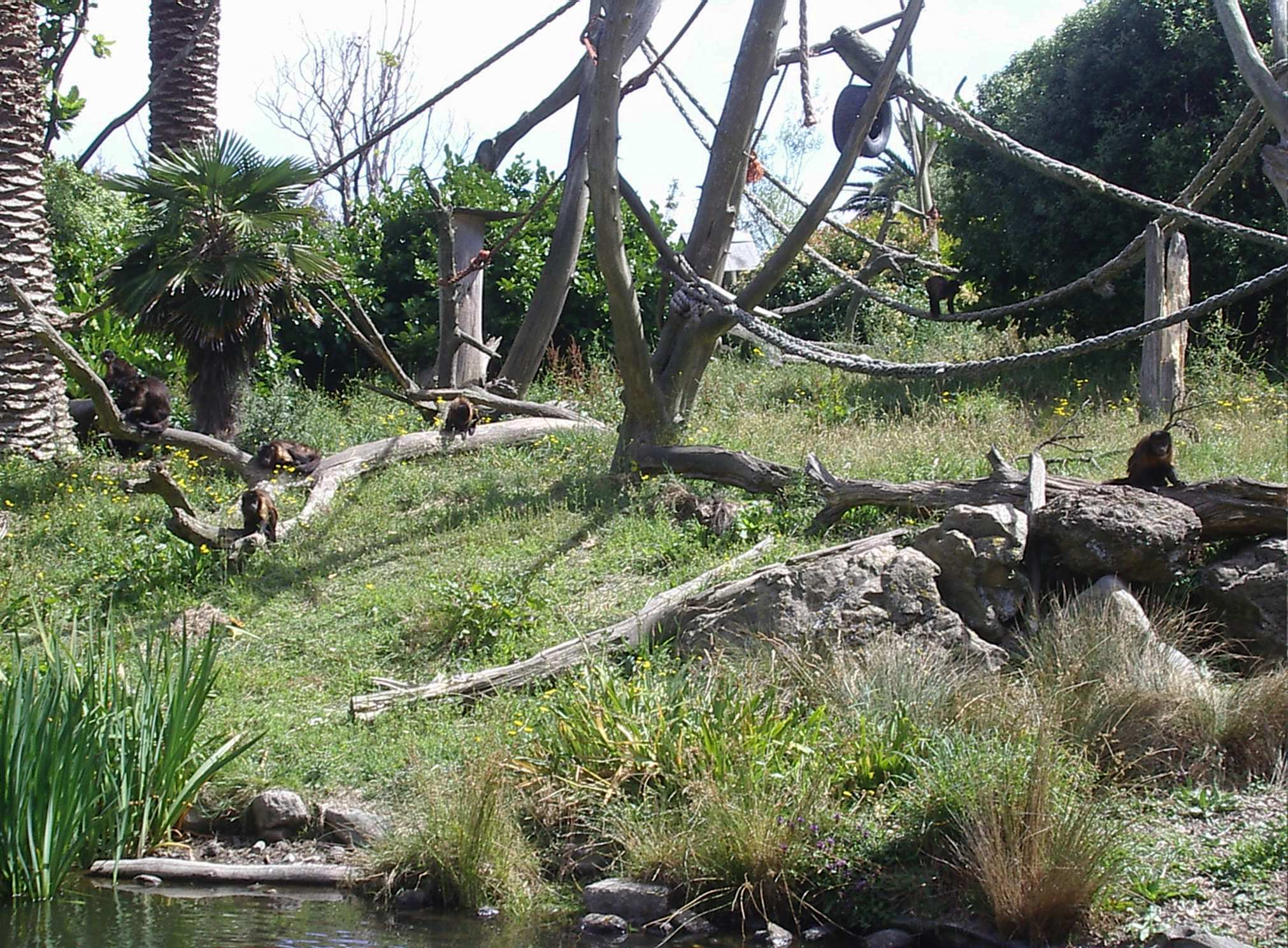
Výběh pro šimpanze v zoologické zahradě

Zoologická zahrada byla ve Wellingtonu založena v roce 1906, jednalo se o první zoologickou zahradou na území Nového Zélandu. Zahrada chová v současnosti zhruba 500 zvířat, jež zastupují přes stovku živočišných druhů. Prvním oficiálně chovaným zvířetem v novém zoo byl lev přezdívaný „Král Dick“. K němu se postupem času přidaly lamy, emu a klokani. Wellingtonská zoologická zahrada se zapsala i do Guinnessovy knihy rekordů, když se její pelikán Percy dožil věku 62 let. Nejdéle žijícím zvířetem wellingtonském zoo byl však gibon Nippy, kterého zahrada získala v roce 1949 a žil v ní až do roku 2008, kdy uhynul. Zoologická zahrada je proslulá zejména svým chovem šimpanzů, který byl zahájen v roce 1956. Do sedmdesátých let dokonce zoo pořádalo čajové dýchánky se svými šimpanzi, kterých se účastnily až dva tisíce návštěvníků. Od roku 2007 obývají wellingtonští šimpanzi nový prostorný výběh.
Ve městě funguje i botanická zahrada, která se rozkládá na ploše 26 hektarů v Kelburnu, nedaleko konečné stanice wellingtonské lanové dráhy. Funguje od roku 1868 a mimo jiné se zde nachází velká růžová zahrada lady Norwoodové se třemi tisíci druhy růží. Součástí botanické zahrady je hřbitov „Bolton Street Memorial Park“, kde jsou pochovány významné osobnosti města.

## Demografie
K roku 2006 žilo trvale na území Wellingtonu 179 466 obyvatel, což z něj činí šesté nejlidnatější město Nového Zélandu. Od posledního sčítání lidu v roce 2001 se tak počet obyvatel města zvýšil o 15 639, tedy o 9,5 procenta. Obyvatelé Wellingtonu tvoří 4,5 procenta populace celého státu. Mediánový věk obyvatel Wellingtonu je asi 33 let. V porovnání s populací celého státu, jejíž mediánový věk se blíží 40 letům, je obyvatelstvo Wellingtonu výrazně mladší. Ekonomicky aktivní obyvatelstvo tvoří téměř 74 procent wellingtonské populace. Nejvíce obyvatel města je mezi 20 a 34 lety, v porovnání s celým státem má Wellington výrazně méně důchodců a dětí do patnácti let.
Převážnou většinu obyvatelstva Wellingtonu tvoří Evropané. Nezanedbatelnou národnostní menšinou jsou Asiaté, jejichž zastoupení ve Wellingtonu je asi o 4 procenta vyšší než na území celého státu. Výrazně menší část obyvatelstva Wellingtonu v porovnání s celkovým složením státu tvoří původní obyvatelé Nového Zélandu Maorové, jejichž populace tvoří 7,7 procent obyvatelstva města. Více než 28 procent současných obyvatel města se narodilo mimo Nový Zéland, přistěhovalci nejčastěji pocházejí z Velké Británie. Vedle úřední angličtiny je nejrozšířenějším jazykem ve Wellingtonu francouzština, která z této pozice vytlačila maorštinu, jež je druhým nejrozšířenějším jazykem na území státu. 70,5 procenta obyvatel Wellingtonu však hovoří pouze jedním jazykem.
Úroveň vzdělanosti je ve Wellingtonu velmi vysoká. Nadstandardní vzdělání vykazuje 55,5 % jeho obyvatel, což je o 15,5 % více než na celém Novém Zélandu a například téměř o 6 % více než v největším novozélandském městě Aucklandu. Podíl obyvatel bez doloženého standardního vzdělání je v porovnání s celým státem nižší téměř o 14 %. Většina obyvatel Wellingtonu pracuje na pozicích odborníků nebo manažerů. Průměrný roční příjem obyvatel Wellingtonu je 32 500 dolarů, což je o 8100 dolarů více než průměrný plat na Novém Zélandu. Více než 30 procent obyvatel města má roční příjmy vyšší než 50 000 dolarů, asi 9 procent více než 100 000 dolarů.

## Školství

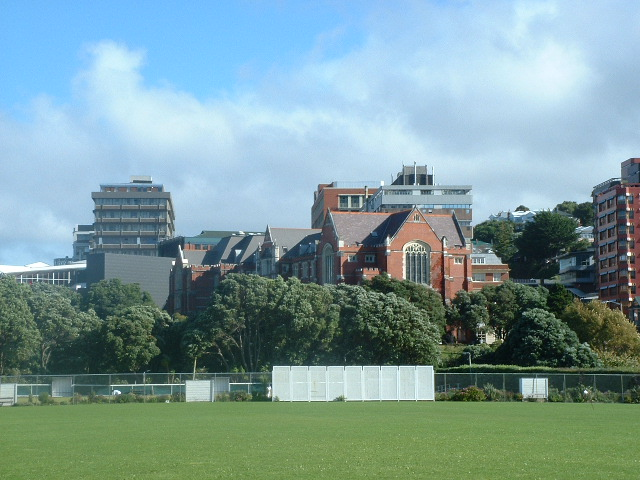
Budova Viktoriiny univerzity

Ve Wellingtonu fungovalo k roku 2009 celkem 82 základních a středních škol. Převážnou většinu tvoří státní smíšené školy, 4 školy jsou soukromé, 6 zařízení je dívčích a čtyři pouze pro chlapce. Nejvíce studentů navštěvuje chlapeckou střední školu Wellington College, jež v roce 2008 evidovala 1532 studentů. Největší smíšenou školou ve městě je Tawa College, na které v témže roce studovalo 1382 žáků.

### Viktoriina univerzita

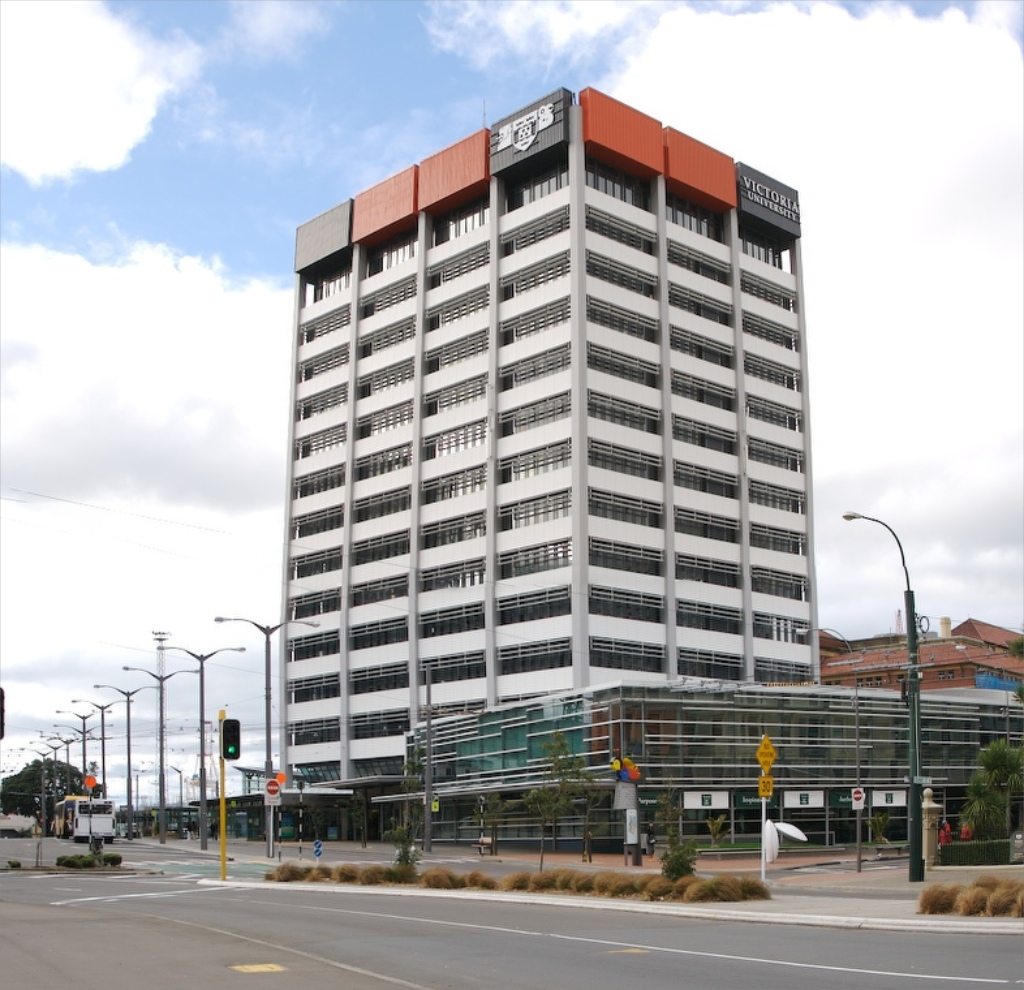
Rutherford House, sídlo obchodních a administrativních oborů Viktoriiny univerzity

Viktoriina univerzita (Victoria University of Wellington) byla založena v roce 1897 a původně fungovala jako součást Novozélandské univerzity, která se však rozpadla v roce 1961. Známá je především její právnická fakulta sídlící v bývalé budově vlády a fakulta humanitních oborů. Univerzita však nabízí i studium pedagogiky, strojírenství, designu, obchodu a přírodních věd. K roku 2009 ji navštěvovalo 22 270 studentů a 1 884 zaměstnanců. Hlavní sídlo univerzity je v Kelburnu, fakulty pedagogiky, práva a biologického výzkumu sídlí ve třech odloučených pracovištích. Společně s Masseyskou univerzitou provozuje Viktoriina univerzita Novozélandskou hudební školu.

### Masseyova univerzita
Masseyova univerzita (Massey University) funguje od roku 1926, kdy byla založena jako zemědělská škola pod patronací Novozélandské univerzity. Po jejím rozpadu existovala jako součást Viktoriiny univerzity a samostatnou univerzitou je od roku 1963. K roku 2008 studovalo na Masseyově univerzitě 35 509 studentů. Jako jediná vysoká škola na Novém Zélandu nabízí kromě obchodu, pedagogiky, estetických a humanitních oborů také možnost získat titul z oblasti letectví, řešení sporů nebo veterinární medicíny. Ta je navíc akreditována Americkou asociací veterinární medicíny, díky čemuž jsou absolventům Masseyovy univerzity bez problémů uznávány tituly z oblasti veteriny. Univerzitu tvoří tři kampusy, ve Wellingtonu sídlí fakulka designu a Novozélandská hudební škola, kterou vlastní Masseyova univerzita společně s univerzitou Viktoriinou.
Ve městě působí také lékařská fakulta Otažské univerzity a část wellingtonského technického institutu.

## Doprava

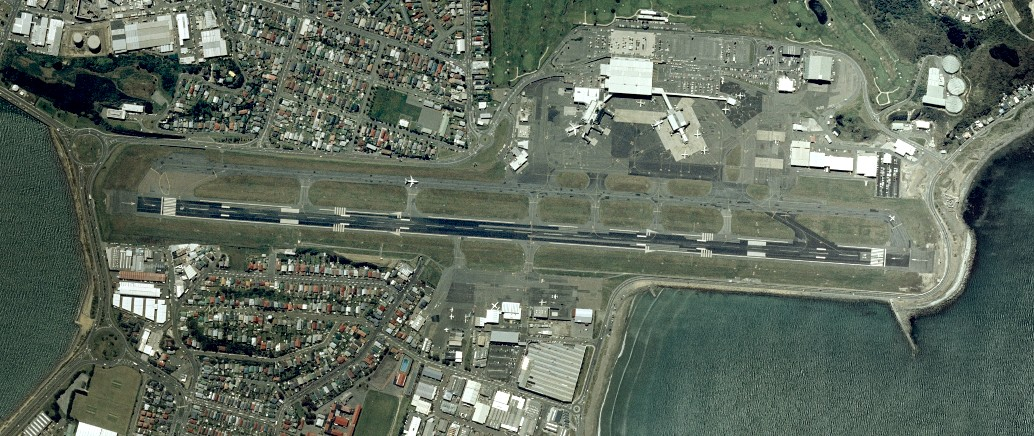
Wellingtonské mezinárodní letiště

### Dálniční síť a letiště

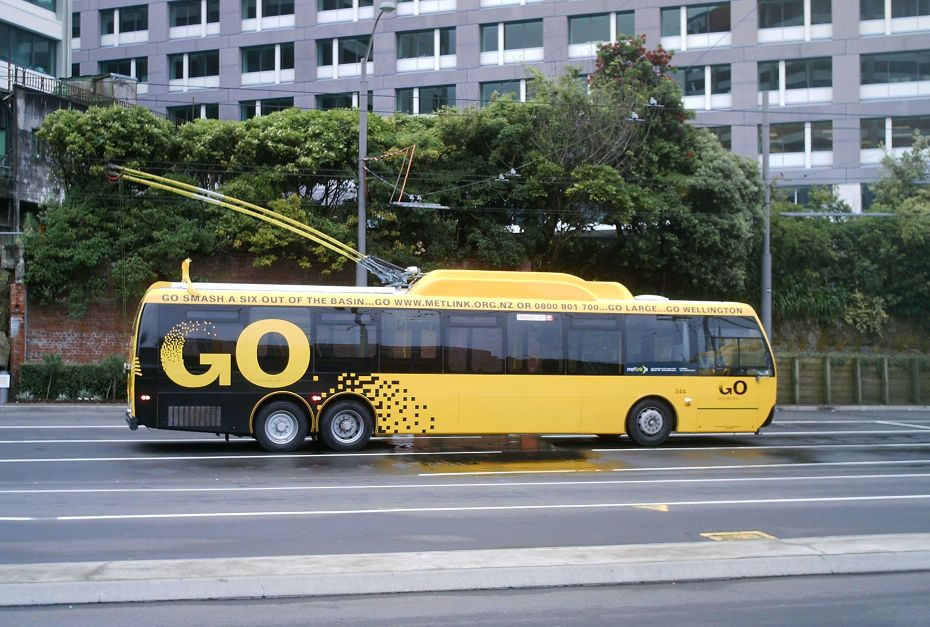
Trolejbus ve Wellingtonu

Okolí Wellingtonu je obsluhováno dvěma státními dálnicemi SH1 a SH2, jež se setkávají na mimoúrovňové křižovatce severně od města. Dálnice číslo 1 vede samotným středem města a končí u areálu Wellingtonského mezinárodního letiště, fungujícího ve městě od roku 1935. To leží 6 kilometrů jihovýchodně od centra města. Začínají a končí na něm lety napříč novozélandskými ostrovy, několik letadel z Austrálie a ostrovů Tichého oceánu. Největšími stroji, které na wellingtonském letišti k roku 2010 přistávají, jsou letadla Boeing 737-800 a Airbus A320. Větší letadla musí využívat jiná letiště, jelikož jediná wellingtonská přistávací dráha je dlouhá pouze 2051 metrů. Přesto však Wellingtonské mezinárodní letiště přepraví ročně více než 5 milionů cestujících, což ho řadí na třetí místo mezi nejrušnějšími letišti Nového Zélandu, hned za letiště v Aucklandu a Christchurchu.

### Veřejná doprava
Veřejná doprava je provozována společně pro celý wellingtonský region. Zajišťuje ji větší množství společností pod společnou značkou Metlink. Každoročně přepraví až 35 milionů pasažérů a jejich počet stále narůstá, což dělá z Metlinku nejvytíženější dopravní síť Nového Zélandu. Z tohoto počtu velkou většinu (23 milionů) tvoří městské autobusy, kterých na 103 linkách regionu jezdí 470 a obsluhují 2800 zastávek. Devět z těchto linek je obsluhováno trolejbusy, jež se z celého Nového Zélandu stále používají pouze ve Wellingtonu. 11 milionů cestujících přepraví každoročně místní železniční spoje, jeden milion cestujících jezdí každý rok wellingtonskou lanovkou. Zanedbatelná není ani lodní doprava. Dva osobní trajekty využije každoročně asi 150 000 lidí a míra jejich vytížení roste nejrychleji z celé wellingtonské dopravní sítě. V letech 1878–1964 byla ve Wellingtonu provozována i tramvajová doprava.

## Slavní rodáci
- Katherine Mansfieldová (1888–1923), spisovatelka a básnířka
- Thomas Stafford Williams (* 1930), emeritní arcibiskup Wellingtonu a novozélandský římskokatolický kardinál
- Jane Campion (* 1954), novozélandská scenáristka, herečka a režisérka
- Peter Jackson (* 1961), filmový režisér, producent a scenárista, trojnásobný držitel Oscara
- Russell Crowe (* 1964),  australský herec a držitel Oscara
- Karl Urban (* 1972), herec
- Thomasin McKenzieová (* 2000), herečka

## Partnerská města
- Sydney, Austrálie
- Peking, Čína
- Sia-men, Čína
- Sakai, Japonsko
- Harrogate, Spojené království
- Chania, Řecko